# Imperio (banda de Argentina)
Imperio es una banda argentina de power metal formada en 1996 en Buenos Aires, siendo una de las más emblemáticas del género en su país.

## Biografía
Imperio nace en agosto de 1996, de la mano de Gustavo Gorosito y Wan Lee en guitarras, y Christian Bertoncelli en voz. 
Jorge Perini, Axel Sierra Bas y Juan Varela González completan el sexteto que sería la primera formación de Imperio. 
El debut en los escenarios se produce en diciembre de 1996, cosechando una gran aceptación por parte del público presente. 
Luego de una serie de shows en diferentes lugares de la escena local de heavy metal, Imperio se presenta como soporte de los alemanes Gamma Ray, perfilándose como una de las bandas revelación de 1997.
En noviembre de ese mismo año realiza su segundo show como soporte de una banda internacional, en este caso los fineses Stratovarius, ante alrededor de 1.500 personas.
El grupo comienza 1998 con una gira por la costa atlántica y el interior del país. El 3 de mayo, la banda realizó su tercera participación como soporte de un grupo internacional, esta vez junto al afamado guitarrista sueco Yngwie Malmsteen. Para fines de ese mes, Imperio también participó de un festival junto a Sauron, Cúspide y los brasileños Hadamma.
En agosto del mismo año, participó en la primera fecha de la segunda edición del Metal Rock Festival, en la discoteca Cemento de Buenos Aires junto a algunos de los grupos más representativo del heavy metal nacional de entonces (Horcas, Visceral, Simbiosis, Lethal, Nepal o Alakrán, entre otros). 
De esa presentación quedó registrado el tema “El inmortal”, incluido en el CD conmemorativo del festival, editado por Nems Enterprises/Malasaña 1. 
Una semana más tarde, el 22 de agosto, el grupo ofició como banda apertura en el show de los alemanes Blind Guardian. Entre septiembre y noviembre, Imperio se sumergió en intensivos ensayos que desembocaron en la grabación de su disco debut “Abismos en el cielo”, en los estudios La Nave De Oseberg, con producción de Omar Piñeyro. El disco fue editado en enero de 1999, a través del sello independiente Blackstar 3. La placa presenta 7 temas que dejan en claro por qué Imperio cosechó los galardones de Mejor Banda Revelación, 2.ª Mejor Banda, Mejor Cantante (Christian Bertoncelli), Mejor Tecladista (Alejandro Sierra Bas), y 2.º Mejor Tema (“El inmortal”) en la Encuesta Anual 1998 de la revista Epopeya. El estilo musical de Imperio está orientado hacia el power metal y el heavy clásico, acusando influencias de Rata Blanca, Malmsteen, o bandas europeas referentes del género como los germanos Helloween. 
El álbum agotó su primera tirada de 1.000 copias a sólo un mes de su salida, en febrero de 1999.
Mientras la banda presentaba “Abismos en el cielo” en diversos lugares del Gran Buenos Aires, se produce el alejamiento por tiempo indefinido de Wan Lee por razones de salud. 
De esta manera, Imperio vuelve a los escenarios el 14 de marzo de 1999 en el Marquee de Buenos Aires, por segunda vez junto a los fineses Stratovarius. Luego continúan las presentaciones en Capital y Gran Buenos Aires, ofreciendo shows en el Centro Cultural Artigas (el 2 de abril y a beneficio del Taller de Veteranos de Guerra); junto a Horcas (el 24 de abril, último recital del legendario guitarrista Osvaldo Civile) en el local El Duende; en el centro Cultural San Martín de Pablo Nogués (el 1 de mayo); y en La Fuente de Hurlingham (29 de mayo), convocando en esa oportunidad casi 400 personas. 
El 6 de junio de 1999 Imperio comparte fecha (como única banda nacional) con los alemanes Gamma Ray (por segunda vez), y con la Roland Grapow Band, el proyecto paralelo del guitarrista de Helloween. 
Por otra parte, el cantante Christian Bertoncelli es convocado en varias oportunidades como invitado a los shows de Horcas, y a modo de homenaje al desaparecido Osvaldo Civile. Para el 10 de julio, la banda estrena oficialmente en vivo su primer disco, en un local del barrio de Flores (Buenos Aires) y con invitados como Miguel Roldán (V8, Logos, Cruel Adicción), además de presentar temas nuevos y versiones en un show totalmente renovado. Imperio finaliza 1999 ofreciendo diversos conciertos en Buenos Aires y en la ciudad de Gualeguay, provincia de Entre Ríos.
El verano del 2000 los encuentra sumergidos en la composición y preproducción de su segundo disco, “Paz en la tormenta”, mientras “Abismos en el cielo” es remasterizado y reeditado con tres bonus tracks: la versión del tema de Rata Blanca “El sueño de la gitana”, más las versiones en inglés de los temas “Para mi gloria o mi fracaso” y “El inmortal”.
"Paz en la tormenta” cuenta con varios invitados, entre ellos Roland Grapow (guitarrista de la legendaria banda alemana Helloween). El resto del año Imperio siguió con su serie de presentaciones por todo el país y vio su flamante disco "Paz en la tormenta" ubicarse al tope de ventas dentro del género, además de ser editado en España a través del sello Arise Récords.
En el año 2000 tocan en el Metal Rock Festival junto a Barón Rojo y en el año 2001 telonean a los brasileños Shaman, proyecto del cantante Andre Matos.
En el año 2002, luego de una serie de diferencias la banda se separa.
Cinco años después, el 31 de agosto de 2007, en el marco de La Cumbre del Metal Iberoamericana (junto a grupos como Metralla, Magnos y Lujuria de España), Imperio regresó a los escenarios luego de varios meses de ensayos y puesta a punto. Esta vez con los guitarristas Gustavo Gorosito y Pablo Gamarra (Azeroth / Ex-Infinity) el vocalista Christian Bertoncelli, Hernan Coronel en batería (Ex-Hanaken), Alejandro Manino en bajo (Ex-Histeria) y Gustavo Jawanske en teclados (Carnarium).
Esta formación, que muestra en los escenarios un evolucionado sonido y un mejor nivel musical, inicia una gira por todo el Gran Buenos Aires y el interior del país y el 26-04-08, graba en vivo un DVD + CD en el Teatro de Flores (Buenos Aires), superando todas las expectativas de productores y la banda misma.
Luego de recorrer ampliamente el país, participando en importantes festivales tales como; el Pepsi Music 2008 o los Cosquín Rock 2009 (con Javier Barrozo)/2010 y de un arduo trabajo compositivo y de ensayo, comenzado el año 2010, la banda lanza su Cuarto Disco (tercero de estudio): "Latidoamérica", con muy buena aceptación por parte del público y un gran sonido, mostrando así que siguen vigentes y renovados musicalmente, y perfilándose ya como una de las bandas más importantes del heavy metal argentino.
En agosto de este año, se da a conocer la noticia de que la voz de la banda, Christian Bertoncelli, se aleja de la misma por diferencias profesionales y de común acuerdo con los demás integrantes. 
En su reemplazo, llega Javier Barrozo (ex Lorihen, y actual vocalista de Magnos) quien ya había participado en la grabación del disco "Latidoamérica" y había reemplazado en vivo a Bertoncelli en el Cosquín Rock 2009.
Luego de una gira, que ocupara finales del 2010 y parte del 2011, se da a conocer la noticia del alejamiento del bajista Alejandro Manino. Llegado el año 2012 la banda se separa nuevamente.
Ya en el año 2016, Imperio comienza a ensayar nuevamente con nueva formación, y se encierra en los estudios para grabar lo que 12 años después sería su 5.ª producción (la 4.ª en estudio). La grabación del nuevo disco estuvo a cargo del nuevo cantante de la banda, Daniel Tesoriero, que entró tras la salida de Javier Barrozo. Además, se reincorporó a la banda el bajista Fernando Ullúa, que después fue reemplazado por Abel Velizán. 
El regreso de Imperio luego de varios años de ausencia en los escenarios sería en diciembre de 2019 en la sede del Club Ferrocarril Midland. 
Luego de 12 años es editado un nuevo disco de estudio, el 1 de enero de 2022, bajo el nombre de "Su mágico elixir".
Sus singles fueron lanzados entre 2017 y 2020: "Rebaño de lobos" (2017), "Mi sangre" (2018), "Ya no hay tiempo" y "Libérame" (2019) y "Su mágico elixir" y "Coronados de gloria" (2020, estos últimos antes y durante la pandemia de Covid 19). 
El disco cuenta con 12 nuevas canciones y un bonus track, se trata de una nueva versión del clásico "Abismos en el cielo".
A fines de 2021 se incorpora Juan Pardo en el bajo, en reemplazo de Abel Velizán, haciendo su debut en el Teatro Woodstock en diciembre de ese mismo año.
Durante 2022 la banda continuaría alternando presentaciones en Capital, Zona Norte, Oeste y Sur del Gran Buenos Aires.

## Discografía
- Abismos en el cielo (1999)
- Paz en la tormenta (2000)
- Hoy como ayer / Canciones inmortales - split con Renacer (2001)
- Regreso vivo - CD + DVD en vivo (2008)
- Latidoamérica (2010)
- Su mágico elixir (2022)

## Integrantes
- Daniel Tesoriero (voz)
- Juan Pardo (bajo)
- Angel Cristaldo (batería)
- Maryan Key (teclado)
- Claudio Boccardo (guitarra)

## Otros integrantes
- Abel Velizán (bajo)
- Fernando Ullúa (bajo)
- Pablo Gamarra (guitarras 2007/2012)
- Alejandro Manino (bajo 2007/2011)
- Christian Bertoncelli (voz)
- Wan Lee (guitarra)
- Jorge Perini (batería. Demo'96)
- Axel Sierra Bas (teclados)
- Luis Braña (bajo. Demo'96)
- Alejo Raimondi (teclados)
- Juan Varela González (bajo - guitarra)
- Willy Varela González (batería)
- Javier Barrozo (voz)
- Gustavo Gorosito (guitarra)